# Ортодонтия
Ортодонтията е дял от денталната медицина, който се занимава с твърдите и меки тъкани в устната кухина, правилната оклузия и пародонта.
Ортодонтията е и профилактична дисциплина, защото недопускането или отстраняването на зъбно-челюстни деформеции играе роля за профилактиката на основните стоматологични заболявания, за профилактиката на общото развитие на организма, на естетични и психични смущения.
Ортодонтията е отделна специалност в денталната медицина, като за да се стане ортодонт трябва да се проведе тригодишно следдипломно обучение. През 1942 г. Зъболекарският отдел към Медицински университет - София, започва обучение по специалността „Ортодонтия“ към катедрата по Хирургична стоматология под ръководството на проф. Славчо Давидов.
Ортодонтските апарати са: снемаеми (скоби, шини, функционални апарати, алайнери) 
и неснемаеми. Скобите са подходящи за деца, които все още имат млечни зъби, тъй като могат да извършат само накланяне на зъба, а не корпусно преместване. Брекетите са най-подходящи за юноши на около 13 годишна възраст. Брекетите представляват специална метална или никел титаниева тел, която е прикрепена за всеки зъб посредством залепен за зъба брекет.

## Алайнери
Какво са Алайнерите?
Алайнерите представляват иновативен метод, използван за коригиране на зъбните проблеми чрез носене на серия от прозрачни, твърди пластмасови шини, които прилепват плътно към зъбите. Те се използват за коригиране на различни видове зъбни аномалии.
Алайнерите се изработват по индивидуален размер за всеки пациент чрез специален компютърен софтуер, който използва технология за 3D моделиране. Това позволява на ортодонтите да проектират виртуален модел на това как ще изглеждат зъбите на пациента след като бъдат коригирани. След като този виртуален модел е одобрен, се изработват индивидуалните алайнери за всяка стъпка от лечението.
Как работят алайнерите?
За да се постигне желаният резултат, пациентът трябва да носи всяка нова серия от алайнери за период от около две седмици, като всеки от тях е малко по-напреднал от предишния и по този начин постепенно прилага налягане върху зъбите и ги придвижва в желаната посока.
Поради факта, че алайнерите са изработени от прозрачен материал, те са много дискретни и не са забележими, когато се носят. Това ги прави много популярни сред пациентите, които не искат да носят видими метални брекети.
Лечението с алайнери може да бъде по-удобно и ефективно от традиционното лечение с метални брекети, но не е подходящо за всички видове зъбни проблеми. Затова, е важно да се консултирате с ортодонт, който ще ви посъветва дали това е най-доброто решение за вас.
Лечението с алайнери е сравнително нова технология в ортодонтията, която предоставя алтернатива на традиционните метални брекети. Алайнерите са удобни, ефективни и се препоръчват за корекция на различни зъбни проблеми.
Какви са предимствата на лечение с алайнери?
Ефективност - Алайнерите са изключително ефективни при коригиране на зъбни проблеми. Те могат да се използват за корекция на различни видове зъбни проблеми, включително размествания и прекомерна дистанция между зъбите.
Комфорт - Алайнерите са много удобни за носене и не причиняват неприятности, както могат да правят традиционните метални брекети. Те не съдържат метални елементи, като брекети и ортодонтските апарати, които да причиняват дискомфорт.

## Недостатъци на алайнерите спрямо брекетите
Макар че алайнерите са удобни, практични и с много предимства, имат и няколко недостатъка.
Единият е, че при децата лечението с тях е трудно контролируемо, тъй като те често свалят незабелязано алайнерите например в училище и това увеличава продължителността на лечението.
Като недостатък може да се отчете също и това, че ако зъбно-челюстните деформации са тежки, алайнерите се използват заедно с б